# Rafael Serrano Vásquez
Rafael Serrano Vásquez; (Concepción, 1 de julio de 1850 - Santiago,  21 de noviembre de 1923). Abogado y político liberal chileno. Hijo de Manuel Serrano Galeazo de Alfaro y Nieves Vásquez Larenas. Hermano del parlamentario Manuel Serrano Vásquez. Contrajo matrimonio con su prima Matilde Vasquez Larenas (1865), en segundas nupcias con Ester Reese Franz (1876) y por tercera vez, con Magdalena Lamas Benavente (1881).
Educado en el Colegio de los Sagrados Corazones de Concepción y Leyes en la Universidad de Chile, donde se graduó en 1876. Tuvo tres matrimonios, de los cuales nacieron un total de 9 hijos.
Fue miembro del Partido Liberal, siendo electo Diputado por Coelemu y Talcahuano (1891-1894), donde integró la comisión permanente de Educación y Beneficencia.